# Francesc Pregona
Francesc Pregona Ferrer (nacido en los años 1932 en Granollers, España) fue un jugador de balonmano español en las modalidades de a once jugadores y a siete, disputando los Campeonatos de España de balonmano a once, la División de Honor y copas de Europa.
Auténtico animador del juego del BM Granollers, hubiera sido una gran figura en cualquier equipo europeo. Hábil, avispado y granuja, de reacciones geniales. Fue un defensa implacable y un jugador muy astuto en el aspecto ofensivo del juego. Ocupaba la posición de organizador.

## Trayectoria
- BM Granollers

## Palmarés clubes
- Balonmano a 11
  - 2 Campeonato de España de balonmano a once: 1955-56 y 1958-59
  - 2 Campeonato de Cataluña de balonmano a once: 1955-56 y 1958-59

- Balonmano a 7
  - 3 Primera División: 1955-56, 1956-57 y 1957-58
  - 3 División de Honor: 1958-59, 1960-61 y 1961-62
  - 1 Copa del Generalísimo: 1957-58

## Palmarés selección
- 1 partido internacional ante la selección de Portugal